# Jack Snowden
John „Jack” Snowden (ur. 18 stycznia 1923 w Wielkiej Brytanii, zm. 31 grudnia 2000 w New Forest) – singapurski żeglarz, olimpijczyk.
Wystąpił na Letnich Igrzyskach Olimpijskich 1956 w klasie Finn. Zajął 14. miejsce wśród 21 żeglarzy. Najwyższe miejsce osiągnął w wyścigu drugim, kończąc go na 4. pozycji (wyprzedził m.in. Paula Elvstrøma, mistrza olimpijskiego). W 1963 roku startował w zawodach kwalifikacyjnych do igrzysk olimpijskich w Tokio, jednak nie dopłynął do mety.
W 1962 roku został pierwszym prezesem Singapore Yachting Association. Był trenerem narodowej kadry żeglarskiej podczas igrzysk Półwyspu Indochińskiego.  W 1988 roku zamieszkał w Wielkiej Brytanii.